# Pylyp Orlyk
Pylyp Orlyk (en Ukrainien :Пилип Степанович Орлик), né le 11 octobre 1672 à Kosuta (Vileïka, grand-duché de Lituanie) et mort le 26 mai 1742 à Iași (principauté de Moldavie), fut hetman des Cosaques d'Ukraine en exil. Il est l'auteur de la Constitution de Pylyp Orlyk.

## Biographie
Pylyp Orlykt est un noble originaire de Bohème qui a étudié au collège des Jésuites de Vilnius et au Collège de Mohyla de Kiev. En 1699, après son mariage avec Anna, la fille du colonel Hertsyk du régiment de Poltava, il devint un membre éminent de la Chancellerie de l'Hetmanat. En 1706, l'hetman Ivan Mazepa nomme Pylyp (Philippe) Orlyk chancelier général. Avec ce titre, il fut le plus proche collaborateur de Mazepa. Il facilita les correspondances secrètes de ce dernier avec les Polonais et les Suédois. Après la défaite à la bataille de Poltava en juillet 1709, Pylyp Orlyk fuit à l'étranger avec Mazepa et devint le chef de file de la première émigration politique ukrainienne.
Après la mort d'Ivan Mazepa, le 16 avril 1710, Pylyp Orlyk fut élu hetman à Bendery tout en obtenant le soutien de Charles XII de Suède. Dans le cadre de la « constitution » ukrainienne de 1710, il poursuivit des politiques visant à libérer l'Ukraine de la domination russe. Il obtint le soutien de l'Armée Zaporogues, conclut un traité avec Charles XII en mai 1710, et chercha à faire de la question ukrainienne un sujet de préoccupation internationale en poursuivant les tentatives de Mazepa à établir une coalition anti-russe. Pylyp Orlyk signa un traité avec le khanat de Crimée en février 1711 négocié avec la Porte Ottomane, qui reconnut officiellement son autorité sur la rive droite de l'Ukraine et la Zaporijia en 1712. De 1711 à 1714, il dirigea des campagnes de cosaques contre les Russes en Ukraine de la rive droite. Malgré les premières victoires ils échouèrent en raison notamment du comportement envers la population des Tatars de Crimée.
Pylyp Orlyk et une partie de son état major émigra en 1714 en Suède, en 1720 en Silésie, et en 1721 en Pologne. En 1722 il vécut à Salonique alors partie intégrante de l'empire Ottoman et enfin en Moldavie. Au cours de cette période Pylyp Orlyk chercha en vain l'appui de la Suède, de la Pologne, de la Saxe, de la Grande-Bretagne, de la Hanovre, du Holstein et du Vatican. À travers son fils, Hryhor (Grégoire) Orlyk, celui de la France. Il continua également d'organiser, sans succès, une armée personnelle et incita les Zaporogues à se soulever contre la domination russe.